# Lordkanzler
Der Hohe Lordkanzler von Großbritannien (englisch Lord High Chancellor of Great Britain), kurz Lordkanzler, ist einer der höchsten und wichtigsten Würdenträger in der Regierung des Vereinigten Königreichs. Er steht an zweiter Stelle unter den Great Officers of State (und damit in der protokollarischen Rangordnung formal vor dem Premierminister) und wird vom britischen Monarchen auf Vorschlag des Premierministers ernannt. Ab dem 16. Jahrhundert war er immer Peer, d. h. ein Mitglied des House of Lords (Oberhaus); seit 2007 (mit der Ernennung von Jack Straw) ist er ein Abgeordneter des House of Commons (Unterhaus).
Der Verantwortungsbereich des Lordkanzlers war sehr ausgedehnt und umfasste legislative, exekutive und judikative Funktionen. Bedenken gegen diese ausgedehnten Zuständigkeiten und die unzureichende Gewaltentrennung führten dazu, dass die Regierung von Tony Blair die Abschaffung des Amtes vorschlug. Das Amt als solches blieb dann zwar aufgrund des Einspruchs des Oberhauses erhalten, jedoch übertrug das vom Parlament verabschiedete Verfassungsreformgesetz 2005 einen Teil der Zuständigkeiten auf andere Ämter und Institutionen. So fungiert der Lordkanzler heute nicht mehr als Vorsitzender des Oberhauses, sondern dieses kann selbst einen Lord Speaker wählen. Desgleichen ist der Lordkanzler nicht mehr Oberhaupt der Justiz. Von seinen ehemaligen Funktionen übt er heute nur noch diejenigen aus, die exekutiver Natur sind. Der jetzige Amtsinhaber ist wie sein Vorgänger gleichzeitig Justizminister – ein Amt, das erst im Jahre 2007 geschaffen worden ist –, womit er auch weiterhin Mitglied des Kabinetts ist. Zudem ist er nach wie vor der Bewahrer des Great Seal of the Realm („Großes Reichssiegel“).
Anstelle des Lordkanzlers kann auch ein Lord Keeper of the Great Seal („Lordhüter des Großen Siegels“) – nicht zu verwechseln mit dem Lord Keeper of the Privy Seal – ernannt werden. Die zwei Ämter füllen exakt dieselben Aufgaben aus. Der einzige Unterschied besteht in der Ernennungsweise. Des Weiteren kann das Amt des Lord Keeper of the Great Seal – nicht aber das des Lordkanzlers – auch von einem Komitee von Einzelpersonen ausgefüllt werden, die Lords Commissioners of the Great Seal genannt werden. Seit dem 19. Jahrhundert wurden jedoch ausschließlich Lordkanzler ernannt.

## Geschichte

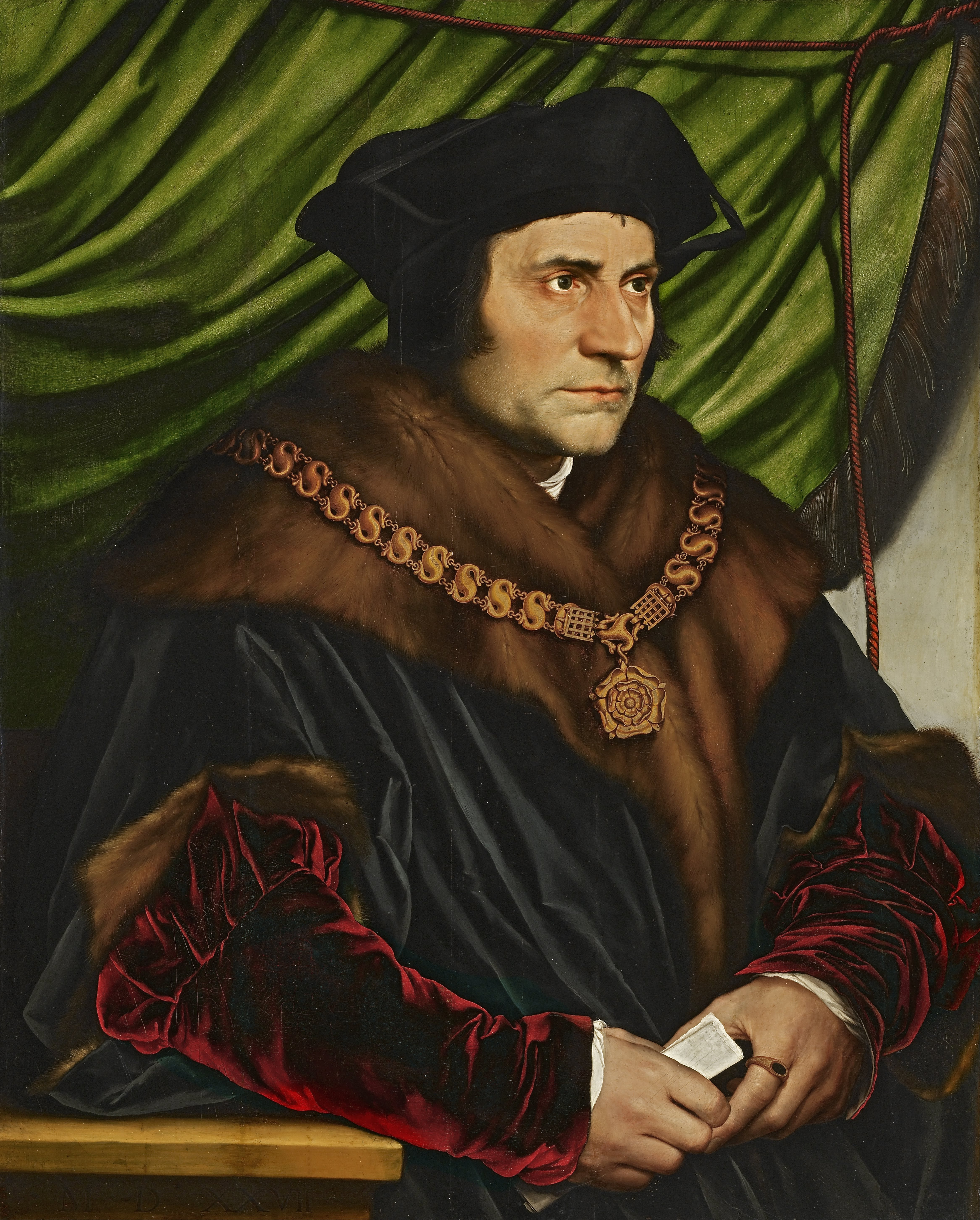
Sir Thomas Morus als Lordkanzler, Hans Holbein der Jüngere, 1527

Das Amt des Lordkanzlers kann seine Anfänge bis auf die karolingische Monarchie zurückführen, in dem es der Hüter des königlichen Siegels bekleidete. In England ist es bis auf die Zeit der normannischen Eroberung 1066 zurückzuführen, vielleicht sogar auf noch früher. Einige nennen als ersten Kanzler Englands Angmendus im Jahr 605. Andere Quellen deuten darauf hin, dass Eduard der Bekenner der Erste war, der offizielle Dokumente besiegelte, anstatt sie persönlich zu unterschreiben. Jedenfalls war das Amt seit der normannischen Eroberung durchgängig besetzt.
Früher war der Lordkanzler beinahe immer ein Kirchenmann, da während des Mittelalters Angehörige des Klerus zu den wenigen Menschen im Königreich gehörten, die lesen und schreiben konnten. Der Lordkanzler füllte verschiedene Aufgaben aus. Er war der Hüter des Großen Siegels, der oberste königliche Kaplan und Ratgeber in geistlichen und weltlichen Angelegenheiten. Somit bildete sich das Amt zu einem der wichtigsten in der Regierung heraus. Er war in der Regierung nur dem Justiziar nachgeordnet, dessen Amt bereits abgeschafft wurde.
Als einer der Minister des Königs war der Lordkanzler Teil der Curia Regis, des königlichen Hofes. Petitionen wurden normalerweise an den König und den Hof gerichtet. 1280 wies Eduard I. seine Richter an, Petitionen unter dem Namen des Court of the King’s Bench („Hof der königlichen Bank“) selbst zu untersuchen und zu entscheiden. Wichtige Petitionen sollten dem Lordkanzler zur Entscheidung vorgelegt werden. Die wichtigsten Entscheidungen wurden dann dem König selbst vorgelegt. Unter der Herrschaft von Eduard III. hatte sich bereits ein separates Tribunal für den Lordkanzler entwickelt. Im Rahmen dieses Organs mit dem Namen Hoher Kanzleigerichtshof (High Court of Chancery) entschied der Lordkanzler die Fälle nach dem Prinzip der Fairness oder der Billigkeit (equity), statt strikt die Prinzipien des Common Law anzuwenden. Der Lordkanzler wurde nun auch „Hüter des königlichen Gewissens“ genannt. Kirchenleute dominierten das Kanzleramt bis 1529. In diesem Jahr wurde Kardinal Thomas Wolsey, Erzbischof von York, als Lordkanzler entlassen, da es ihm nicht gelungen war, beim Papst die Annullierung der ersten Ehe Heinrichs VIII. zu bewirken. In der Folge kam es zur Trennung der englischen Kirche von Rom und Geistliche bekleideten das Amt nur noch einmal während der kurzen Herrschaft der katholischen Königin Maria I. Seit 1558 waren die Lordkanzler überwiegend Laien.

## Amt
Als früher das Amt von Kirchenleuten bekleidet wurde, wurden die täglichen Amtsgeschäfte in ihrer Abwesenheit von einem „Hüter des Großen Siegels“ geführt. Die Hüter wurden auch ernannt, wenn das Amt zwischenzeitlich frei wurde. Dann füllten sie das Amt aus, bis ein neuer Lordkanzler ernannt wurde. Als Elisabeth I. Königin wurde, verabschiedete das Parlament ein Gesetz, das vorsah, dass der Lordhüter des Großen Siegels berechtigt war, den „gleichen Platz, den gleichen Vorrang, Rechtsprechungsgewalt, Ausführungsgewalt der Gesetze und andere Sitten, Güter und Vorteile“ zu haben wie der Lordkanzler. Der einzige Unterschied der beiden Ämter war die Art der Ernennung. Der Lordkanzler wird durch ein förmliches königliches Dekret, das Letters Patent, ernannt, der Lordhüter durch die Überbringung des Großen Siegels in seinen Gewahrsam. Es ist auch möglich, das Amt des Lordkanzlers einer Kommission zu übergeben, also einer Gruppe von Personen statt einer einzelnen Person. Die Personen, die das Amt ausführen, werden Lords Commissioners of the Great Seal genannt. Seit 1836 wurden jedoch keine Lords Commissioners mehr ernannt.
Früher gab es für Schottland und Irland eigenständige Kanzler. Als England und Schottland mit dem Act of Union 1707 zusammengefasst wurden und Großbritannien bildeten, wurde nur noch ein einziger Lordkanzler für das gesamte Königreich ernannt. Dies geschah jedoch nicht bei der Vereinigung von Großbritannien und Irland. Somit gab es bis zur Bildung des unabhängigen irischen Freistaates im Jahr 1922 einen Lordkanzler von Irland. Danach wurde dieses Amt abgeschafft. Seine verbliebenen Amtsbefugnisse gingen auf den Nordirland-Minister über. Als Folge blieb der Titel des Lordkanzlers „Lordkanzler von Großbritannien“ entsprechend der Unionsakte von 1707, anstatt „Lordkanzler des Vereinigten Königreichs“ zu werden.

## Legislative Funktionen

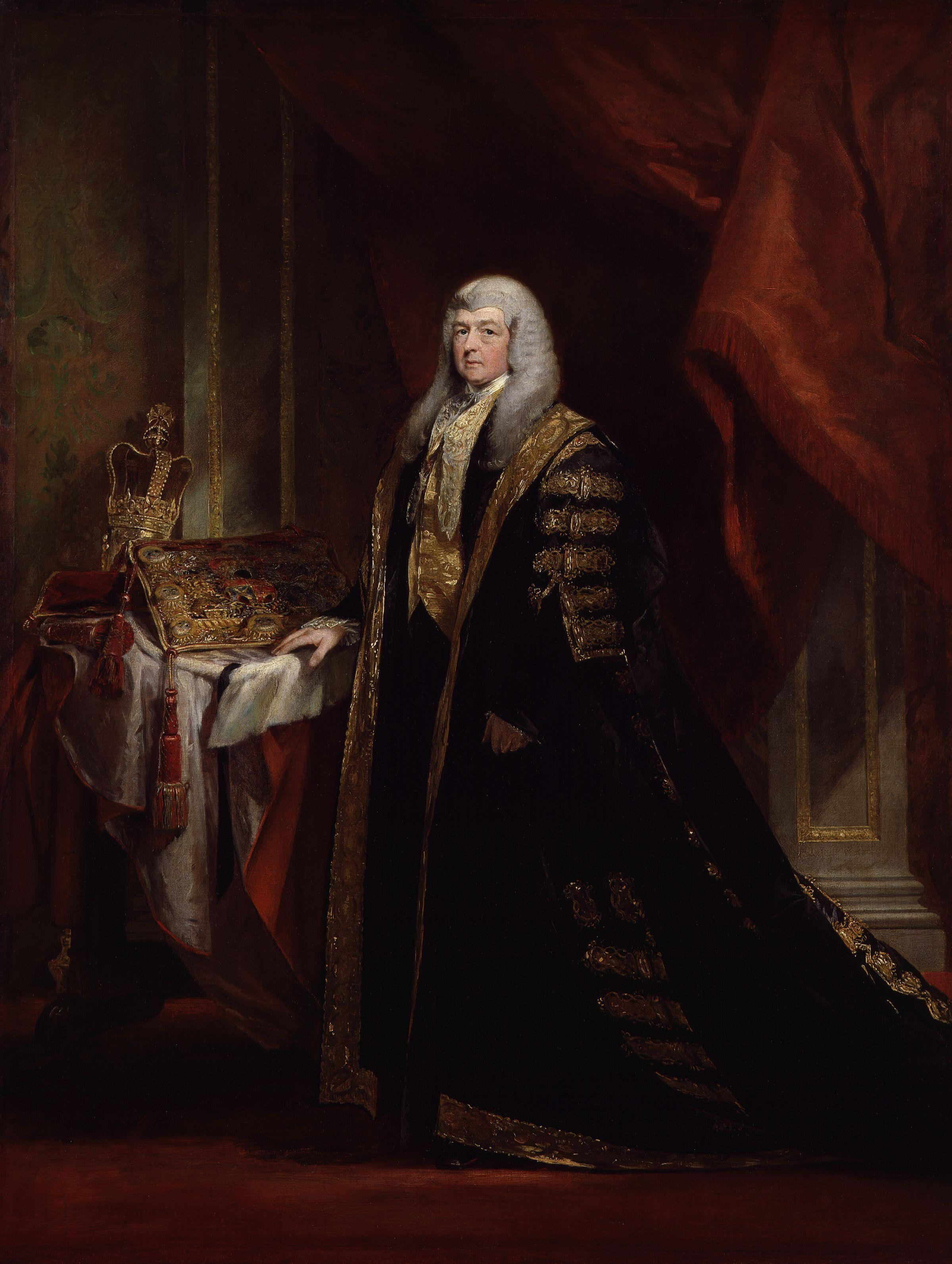
Charles Pepys, 1. Earl of Cottenham, als Lord Chancellor. Der Lord Chancellor trug schwarz-goldene Roben als Vorsitzender des Hauses.

Der Lordkanzler war bis 2006 von Amtes wegen der Sprecher (Vorsitzender) des britischen Oberhauses (House of Lords). Es gab kein Statut, das ihm ausdrücklich diese Befugnis einräumte. Stattdessen war er Sprecher durch das Recht der Vorschrift (Right of Prescription). Selbst ein Lordkanzler, der ein Nichtadliger ist, konnte dem Oberhaus vorstehen, was freilich ungewöhnlich war. Es gab jedoch bestimmte Anlässe, bei denen der Lordkanzler nicht die Sitzung leitete. So wurde zum Beispiel bei einer gemeinsamen Sitzung von Unterhaus und Oberhaus die Sitzung vom Vorsitzenden der Komitees geleitet. Wenn der Lordkanzler nicht anwesend war, wurde die Sitzung von den durch den Monarchen ernannten Stellvertretern geleitet.
Ein weiteres historisches Beispiel soll hier erwähnt werden. Als die Peers das Recht hatten, wegen Verbrechen oder Hochverrat durch andere Peers des House of Lords abgeurteilt zu werden anstatt durch Leute aus dem gemeinen Volk in den Geschworenengerichten, stand diesen Gerichten der Lord High Steward („Lordhofmarschall“) anstatt des Lordkanzlers vor. Das Amt des Lord High Steward ist im Allgemeinen seit 1421 unbesetzt geblieben. Wann immer ein Peer im Oberhaus verurteilt werden sollte, wurde zu diesen Gelegenheiten ein Lord High Steward ernannt. In vielen Fällen wurde der Lordkanzler dann zeitweilig in dieses Amt berufen. Die Unterscheidung ist mittlerweile bedeutungslos, da Verurteilungen durch das Oberhaus 1948 abgeschafft wurden.
Wenn der Lordkanzler die Debatten leitete, saß er auf dem Woolsack (Wollsack) und trug sein volles zeremonielles Ornat. Die Robe war schwarz und mit goldenen Stickereien verziert. Wie andere Richter trug der Lordkanzler eine zeremonielle Perücke. Seine Befugnisse als Vorsitzender gingen nicht so weit wie die seines Konterparts im Unterhaus. So konnte er weder das Wort erteilen, wenn sich zwei Mitglieder gleichzeitig erhoben, noch konnte er die Geschäftsordnung anwenden oder Mitglieder disziplinieren, die gegen Regeln des Oberhauses verstießen. Während die Reden im Unterhaus an den „Herrn Sprecher“ (Mr Speaker) gerichtet werden, wenden sich die Reden im Oberhaus an „Meine Herren“ (My Lords). In der Praxis bestand die einzige Aufgabe des Lordkanzlers im Oberhaus darin, die zu behandelnden Fragen formell zur Abstimmung zu stellen, das Ergebnis der Abstimmung zu verkünden und, sofern angebracht, als der Repräsentant des Oberhauses aufzutreten. Während eines öffentlichen Notstands konnte der Lordkanzler die Vertagung des Oberhauses aufheben und das Oberhaus zusammenrufen.
Wenn der Monarch Lords Commissioners ernennt, um bestimmte Handlungen in seinem oder ihren Auftrag vorzunehmen, so zum Beispiel um dem Parlament formell mitzuteilen, dass die königliche Zustimmung gegeben wurde, dann dient der Lordkanzler als oberster und ranghöchster Lord Commissioner. Die anderen Lord Commissioner sind der Tradition gemäß andere Mitglieder des Oberhauses und zugleich Mitglieder des Privy Council. Statt der oben erwähnten Kleidung trägt der Lordkanzler dann eine Parlamentsrobe – ein bodenlanges samtenes Wollkleid, das mit Pelz besetzt ist. Der Lordkanzler trägt dazu einen Dreispitz, die anderen Lord Commissioner tragen zweispitzige Hüte.
Anders als der Sprecher des Unterhauses wurde vom Lordkanzler nicht erwartet, während der Amtsausübung eine unparteiische Position einzunehmen. Stattdessen trat der Lordkanzler weiter als Sprachorgan der Regierung im Oberhaus auf. Er konnte an Debatten teilnehmen. Entweder trug er dann sein volles Ornat, oder er stellte sich zum Sprechen neben den Wollsack. Oder aber er überließ seinen Platz einem stellvertretenden Vorsitzenden, kleidete sich in Privatkleidung und sprach von der Regierungsbank in der vorderen Reihe. Der Sprecher des Unterhauses darf sich regelmäßig nicht an Abstimmungen beteiligen. Eine Ausnahme liegt vor, wenn es ansonsten zu einem Stimmenpatt kommt. Demgegenüber durfte der Lordkanzler mit anderen Mitgliedern abstimmen.
Während der Debatten im Oberhaus wurden Lordkanzler im Amt sowie ehemalige Lordkanzler mit der Anrede „der edle und gelehrte Lord, Lord X“ (the noble and learned Lord, Lord X) angesprochen. Die meisten anderen Herren werden lediglich mit „der edle Lord, Lord X“ angesprochen.

## Exekutive Funktionen
Der Lordkanzler ist ein Mitglied des Privy Council (Kronrat) und des Kabinetts. Das Amt, das er führt, wurde 1885–1971 das Büro des Lordkanzlers (Lord Chancellor’s Office), dann bis 2003 die Abteilung des Lordkanzlers (Lord Chancellor’s Department) genannt. Nach der Ernennung von Lord Falconer of Thoroton zum Lordkanzler wurde es in Abteilung für Verfassungsangelegenheiten (Department for Constitutional Affairs) umbenannt. Der Lordkanzler erhielt die zusätzliche Stellung eines Ministers für Verfassungsangelegenheiten (Secretary of State for Constitutional Affairs). 2007 wurde daraus der Justizminister (Secretary of State for Justice), und die Abteilung wurde zum Justizministerium (Ministry of Justice). Wie alle anderen Minister muss sich der Lordkanzler der Fragestunde stellen, während der er Fragen der anderen Mitglieder seiner Kammer beantwortet.
Das Ministerium, das der Lordkanzler leitet, hat viele Zuständigkeiten, wie zum Beispiel Änderungen der Verfassung, darunter die Reform des Amtes des Lordkanzlers selbst, Datenschutz und Menschenrechte. Auch untersteht ihm die Justizverwaltung. Weiter nominiert der Lordkanzler viele Richter der Gerichte von England und Wales, die daraufhin vom Monarchen ernannt werden. Der Premierminister hat die Befugnis, die obersten Richter des Landes zu nominieren. In der Praxis stimmt er sich dafür aber mit dem Lordkanzler ab. Aus historischen Gründen werden die Friedensrichter im Herzogtum Lancaster durch den Kanzler des Herzogtums Lancaster ernannt. Hat der Lordkanzler zudem einst entschieden, welche Anwälte in den Rang eines Kronanwalts erhoben werden, so überwacht er heute lediglich den Auswahlprozess durch einen unabhängigen Ausschuss.
Die Aufsicht über das Große Siegel des Königreichs ist ebenfalls dem Lordkanzler übertragen. Dokumente, denen das Große Siegel angeheftet wird, sind zum Beispiel die Letters Patent und königliche Proklamationen. Das Siegeln wird unter der Aufsicht des Clerk of the Crown in Chancery („Kronsekretär“) vorgenommen, der gleichzeitig der ständige Sekretär des Lordkanzlers ist. Der Lordkanzler bewahrt indes nicht das Große Siegel Schottlands auf; dieses ist in der Obhut des Ersten Ministers von Schottland. Das Große Siegel von Nordirland befindet sich in der Obhut des Nordirland-Ministers.
Neuzeitliche Lordkanzler haben ihre rechtsprechenden Funktionen in der Praxis nur sehr zurückhaltend ausgeübt. Es hatte sich das Gewohnheitsrecht entwickelt, dass der Lordkanzler nicht als Richter über Fälle urteilt, an denen die Regierung beteiligt ist. Zusätzlich lagen viele Fälle außerhalb der Kenntnisse oder der Interessen des jeweils amtierenden Lordkanzlers. Die Funktionen in Bezug auf das Oberhaus und das Justizkomitee des Kronrats werden deshalb üblicherweise an den Obersten Appellationsrichter der ordentlichen Gerichtsbarkeit (Senior Lord of Appeal in Ordinary) delegiert. Die Aufgabe des Vorsitzes über die Kammer für Wirtschaftssachen (chancery division), die aus dem mittelalterlichen Kanzleigerichtshof (Court of Chancery) hervorgegangen ist, ist auf den Vizekanzler übertragen worden, einen obersten Richter. Einer der Lordkanzler in der Regierung von Tony Blair, Lord Falconer of Thoroton, hatte angekündigt, dass er erst dann wieder als Richter ein Verfahren leiten wolle, wenn die Reform seines Amtes abgeschlossen sei oder das Amt abgeschafft werde. Trotzdem hatte er den Eid als Richter abgelegt. Es wird häufig gesagt, dass die wichtigste Aufgabe des Lordkanzlers ist, die Unabhängigkeit der Gerichte zu verteidigen und dafür im Kabinett einzutreten.

## Kirchliche Funktionen
Der Lordkanzler nimmt verschiedene Funktionen mit Bezug zur anglikanischen Kirche von England wahr. Er ernennt Kleriker in über vierhundert Gemeinden und zwölf Domkapiteln. Das Gesetz bestimmt, dass der Lordkanzler vor der Ernennung bestimmter kirchlicher Richter hinzugezogen werden muss. Richter an Konsistorialgerichtshöfen, am Erzhof von Canterbury und am Kanzleihof von York sowie am Gerichtshof in der Kirche vorbehaltenen Angelegenheiten dürfen nur nach Beratung mit dem Lordkanzler ernannt werden.
Der Lordkanzler ist ex officio einer von 33 Kirchenkommissaren, die die Liegenschaften der Kirche von England verwalten. Weiterhin beruft er in seiner Eigenschaft als Sprecher des Oberhauses 15 Lords in den Kirchenausschuss des Parlaments, der über die Maßnahmen berät, die durch die Generalsynode der Kirche verabschiedet wurden. Erst danach erlangen sie Rechtskraft.
Früher ging man davon aus, dass Katholiken nicht für das Amt des Lordkanzlers wählbar seien, da sich einige Aufgaben auf die anglikanische Kirche beziehen. Viele der rechtlichen Beschränkungen wurden aber durch den Catholic Relief Act von 1829 aufgehoben. Diese besagt jedoch, dass „nichts hierin irgendeine Person in die Lage versetzen soll, die es nicht schon nach bisherigem Recht konnte, das Amt des Hohen Lordkanzlers, Lordhüters oder Lord Commissioner des Großen Siegels wahrzunehmen.“ Die Formulierung „die es nicht schon nach bisherigem Recht konnte“ führte hier zu einer gewissen Kontroverse, da nicht klar war, ob Katholiken bis dato von dem Amt ausgenommen waren. Zur Klarstellung erließ das Parlament 1974 ein Gesetz, das besagt, dass auch Katholiken für das Amt des Lordkanzlers wählbar sind. Das Gesetz sieht dann aber vor, dass im Falle der Ernennung eines Katholiken der Monarch die Funktionen mit Bezug zur Anglikanischen Kirche zeitweise auf den Premierminister oder einen anderen Minister übertragen darf. Seit 2024 bekleidet mit Shabana Mahmood eine gläubige Muslima das Amt.

## Andere Funktionen

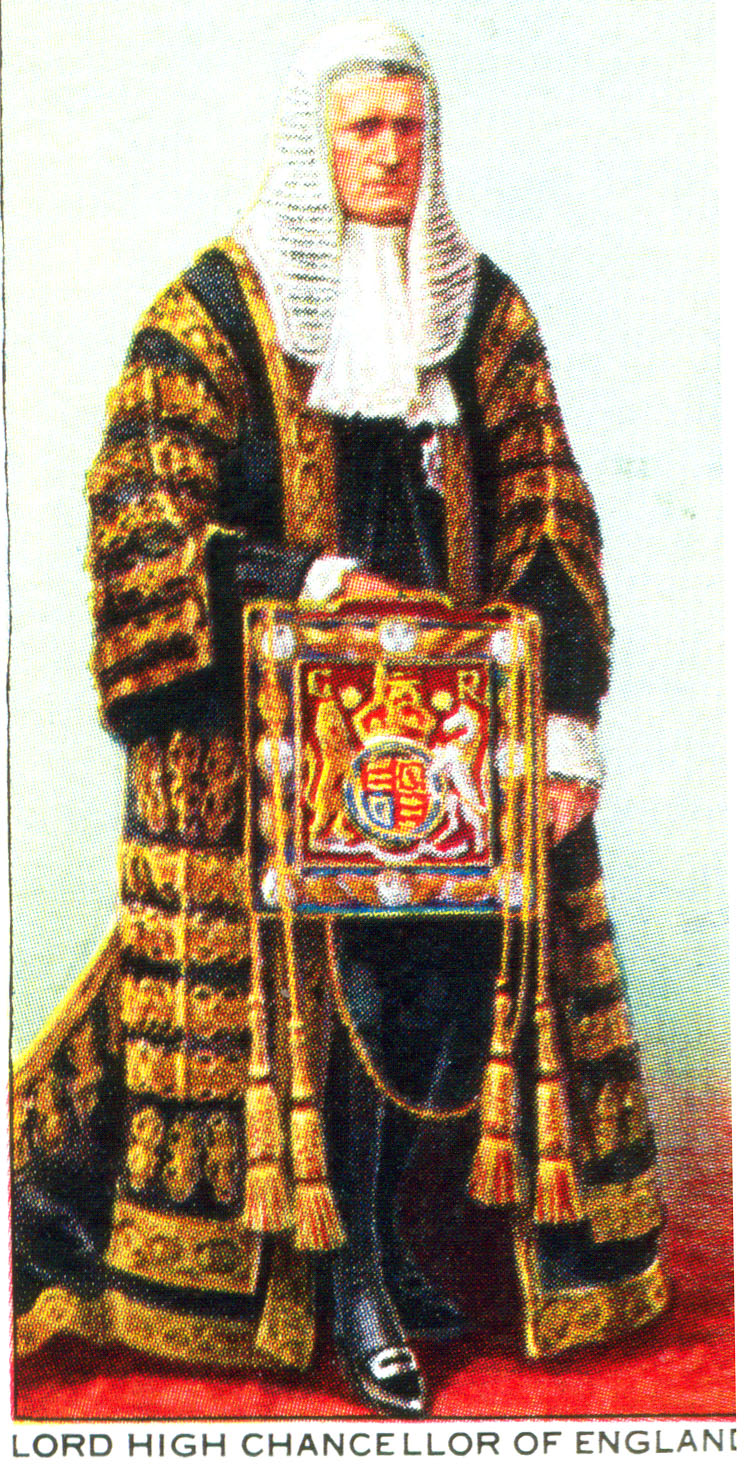
Abbildung aus der Krönungsserie der Firma Players cigarettes, 1937

Gemäß dem Regency Act von 1937 ist der Lordkanzler einer von fünf Personen, die an der Beratung teilnehmen dürfen, ob der Monarch in der Lage ist, seine oder ihre königlichen Pflichten auszuüben. Die anderen vier Personen sind der Ehepartner des Monarchen, der Speaker des Unterhauses, der Oberste Lordrichter von England und Wales und der Master of the Rolls. Sofern drei oder mehr von diesen entscheiden, dass der Monarch geistig oder körperlich schwer erkrankt ist, können die königlichen Funktionen auf einen Regenten übertragen werden.
Der Lordkanzler ist auch der „Hüter des Gewissens“ des Monarchen. Als solcher war er einst auch der oberste Richter des Kanzleigerichtshofs in London, der ausgleichend die Härte des Gesetzes abmilderte.
Der Lordkanzler ist auch der Aufseher (Visitor) über viele Universitäten, Colleges, Schulen, Hospitäler und andere gemeinnützige Organisationen im gesamten Königreich. Sofern die Regeln der Organisation keinen Aufseher bestimmen oder das Amt des Aufsehers zeitweilig nicht besetzt ist, übernimmt der Monarch die Funktion des Aufsehers, delegiert die Befugnisse aber an den Lordkanzler.

## Zeremonien
Wie der Sprecher des Unterhauses hat auch der Lordkanzler seinen offiziellen Amtssitz im Westminster-Palast. Vor Beginn jedes Sitzungstags marschierte er in einer Prozession von seinem Amtssitz zur Kammer der Lords. Dem Lordkanzler schritten der Stellvertretende Waffenunteroffizier (Deputy Serjeant-at-Arms), auch Erster Torwärter des Hauses genannt, und der Träger der königlichen Geldbörse voran. Dabei trug der Torwärter den zeremoniellen Streitkolben (The Mace) und der Träger der Geldbörse einen großen, mit den königlichen Insignien und Initialen verzierten Geldbeutel. Dem Lordkanzler folgte sein Schleppenträger (train-bearer). Später schloss sich dem Zug der „Gentleman Usher of the Black Rod“ an. Der Streitkolben wurde auf den Woolsack gelegt, auf den der Lordkanzler sich setzte, nachdem ein Bischof mit dem Oberhaus ein Gebet gesprochen hatte.
Der Lordkanzler nahm auch an der Einführungszeremonie im Oberhaus teil. Diese findet immer dann statt, wenn ein neuer Peer in das Oberhaus aufgenommen wird. Früher bestand die Zeremonie aus einem komplexen Ritual. Dafür musste sich der neue Peer zunächst vor dem Lordkanzler hinknien und sein Ernennungsschreiben vorzeigen, das sein Recht anzeigte, im Oberhaus zu sitzen. Nachdem ein Sekretär das Schreiben laut vorgelesen hatte, wurde der Peer von zwei weiteren Peers zu seinem Platz geführt. Nachdem alle drei sich auf ihre Plätze gesetzt hatten, standen sie sofort wieder auf, nahmen ihre Hüte ab und verneigten sich vor dem Lordkanzler. Dies wurde noch zweimal wiederholt. Das Knien vor dem Lordkanzler und das Abnehmen der Hüte wurde von einigen als unnötig und entwürdigend angesehen. Deshalb wurde die Zeremonie 1998 abgeschafft. Heutzutage genügt es, dass die neuen Peers bei der Einführung dem Lordkanzler die Hand schütteln.
Der Lordkanzler ist bis heute an der alljährlichen Zeremonie zur Parlamentseröffnung beteiligt. Bei dieser hält der Monarch die Thronrede, in der die Regierungserklärung für das beginnende Parlamentsjahr enthalten ist. Der Inhalt der Rede wird dabei nicht vom Monarchen, sondern vom Premierminister und dem Kabinett bestimmt. Sobald alle bereit sind, begibt sich der Lordkanzler die Stufen des Throns hinauf, kniet nieder und übergibt dem Monarchen ein Stück Pergament, auf dem die Rede geschrieben steht. Beim Herabsteigen vom Thron geht der Lordkanzler rückwärts, um dem Monarchen nicht den Rücken zuzuwenden. Nachdem die Rede verlesen worden ist, holt der Lordkanzler das Manuskript auf die gleiche Weise wieder ab. Dem Lordkanzler Lord Hailsham of St Marylebone wurde einst das Niederknien erlassen, da er an Arthritis litt. Lord Irvine of Lairg verkündete, er würde nicht rückwärts die Stufen hinabsteigen. Der später amtierende Lord Falconer führte die Tradition aber wieder fort. Bei einer der letzten Thronreden verkündete der Lordkanzler aber, dass niemand rückwärts gehen würde. Folglich tat dies auch niemand.

## Protokollarischer Vortritt und Privilegien
Der Lordkanzler ist gewöhnlich der höchste der Great Officers of State. Einzig der Lord High Steward steht vor ihm in der Rangordnung. Dieses Amt wird aber seit dem 15. Jahrhundert nicht mehr dauerhaft besetzt. Heutzutage wird dieses Amt nur am Krönungstag eines neuen Monarchen besetzt. Somit bleibt zu allen anderen Zeiten der Lordkanzler der ranghöchste Great Officer. Die Bedeutung des Amtes zeigt sich im Statut über Verrat von 1351. Demnach ist es ein Akt des Hochverrats, den Lordkanzler zu töten. Ebensolchen Schutz genießt der Lord High Treasurer, dessen Amt aber nicht mehr besetzt wird, sowie ein Richter im Gerichtssaal während der Verhandlung.
Die protokollarische Stellung in der sogenannten order of precedence in der Gegenwart ist sehr hoch. Im Allgemeinen wird er nur von der königlichen Familie sowie hohen Kirchenmännern übertroffen. In England hat der Lordkanzler den Vortritt vor allen Personen außer der königlichen Familie und dem Erzbischof von Canterbury. In Schottland hat er den Vorrang vor allen nichtköniglichen Personen mit der Ausnahme des Lord Hochkommissars bei der Generalversammlung der Church of Scotland (Lord High Commissioner to the General Assembly of the Church of Scotland), sofern diese gerade tagt. Obwohl er lediglich ein Lordkanzler von „Großbritannien“ ist, hat er in Nordirland den Vortritt vor allen nichtköniglichen Personen außer den anglikanischen und katholischen Bischöfen von Armagh, den anglikanischen und katholischen Bischöfen von Dublin sowie dem Moderator der Generalversammlung der presbyterianischen Kirche. Bemerkenswert ist, dass der Lordkanzler im gesamten Königreich den Vortritt vor dem Premierminister hat. Die protokollarische Stellung des Lordhüters des Großen Siegels entspricht, sofern das Amt besetzt ist, der des Lordkanzlers. Die protokollarische Stellung der Lord Commissioner des Großen Siegels wäre allerdings viel niedriger.
Der Lordkanzler hat Anspruch auf jährliche Diäten von 207.736 Pfund und eine jährliche Pension von 103.868 Pfund. Etwa 14 Prozent davon werden vom Oberhaus getragen, für die Dienste als Oberhaussprecher. Das Gehalt des Lordkanzlers ist höher als das jedes anderen öffentlichen Amtsträgers, selbst höher als das des Premierministers. Lord Falconer of Thoroton hat entschieden, nur 98.899 Pfund in Anspruch zu nehmen. Dies entspricht dem Gehalt der anderen Kabinettsminister im Oberhaus.

## Reform
Die Kombination von exekutiven, legislativen und rechtsprechenden Befugnissen im Amt des Lordkanzlers wurde in der Öffentlichkeit zunehmend kritisiert. Auch die Befugnis des Lordkanzlers, Recht zu sprechen, kam öffentlich unter Druck, nachdem der vorige Lordkanzler Lord Irvine of Lairg nicht hatte ausschließen wollen, eine Gerichtsverhandlung zu leiten. Die Regierung Blair hatte vorgeschlagen, das Amt gänzlich abzuschaffen. Damit rief sie jedoch die Kritik derjenigen hervor, die glaubten, dass solch ein Beamter im Kabinett notwendig sei, um für die Unabhängigkeit der Justiz einzutreten. Auch gab es einige, die gegen die Abschaffung solch eines altehrwürdigen Amtes waren.
Im Jahr 2003 wählte Tony Blair Lord Falconer für das Amt des Lordkanzlers und Minister für Verfassungsangelegenheiten aus. Zur gleichen Zeit verkündete er seine Absicht, das Amt abzuschaffen und weitere Verfassungsreformen durchzuführen. Es stellte sich heraus, dass das Amt des Lordkanzlers nicht ohne ein Parlamentsgesetz abgeschafft werden könnte. Pflichtgemäß erschien daher Lord Falconer am folgenden Tag im Oberhaus, um vom Woolsack aus seine Amtspflichten wahrzunehmen. Allerdings wurde seine Regierungsabteilung umbenannt in Abteilung für Verfassungsangelegenheiten. Lord Falconer verkündete, dass er, anders als sein Vorgänger, keine Gerichtsverhandlungen leiten werde.
Die Regierung legte im Februar 2004 dem Oberhaus ein Verfassungsreformgesetz vor. Das Gesetz sah vor, das Amt des Lordkanzlers abzuschaffen und seine Funktionen auf andere Regierungsvertreter zu übertragen: die legislativen Funktionen auf einen Sprecher des Oberhauses, die exekutiven Funktionen auf den Minister für Verfassungsangelegenheiten und die rechtsprechenden Funktionen auf den Lordoberrichter. Das Gesetz beinhaltete auch andere Verfassungsreformen. So sollten die rechtsprechenden Befugnisse des Oberhauses an einen Verfassungsgerichtshof übertragen werden.
Im März 2004 durchkreuzten die Lords die Regierungspläne, indem sie das Gesetz in einen Vermittlungsausschuss (Select Committee) verwiesen. Obwohl dies zunächst als Schritt gesehen wurde, das Gesetz zu Fall zu bringen, kamen Regierung und Opposition überein, das Gesetz weiter durch den Gesetzgebungsprozess zu schicken. Dabei sollte es den Vorschlägen des Vermittlungsausschusses entsprechend abgeändert werden.
Am 13. Juli 2004 änderte das Oberhaus das Verfassungsreformgesetz in der Weise ab, dass der Titel des Lordkanzlers beibehalten würde; die übrigen von der Regierung vorgebrachten Reformen akzeptierte es hingegen. Im November 2004 brachte die Regierung ihrerseits eine Änderung im Oberhaus ein, in der jede Erwähnung des Ministers für Verfassungsfragen entfernt wurde und an dessen Stelle der Lordkanzler trat. Die beiden Kabinettsposten sollten demnach von derselben Person ausgefüllt werden. Diese endgültige Fassung des Verfassungsreformgesetzes erhielt am 24. März 2005 die königliche Zustimmung. Die Akte garantiert dem Lordkanzler nun nicht länger, dass er der Vorsitzende des House of Lords wäre. Stattdessen dürfen die Lords nun ihren eigenen Parlamentssprecher wählen, was erstmals am 4. Juli 2006 mit der Wahl von Helene Hayman, Baroness Hayman in das Amt des Lord Speakers geschah.